# Kerncentrale Koersk
Kerncentrale Koersk (Russisch: Курская АЭС uitspraakⓘ) ligt bij de stad Koersk in de oblast Koersk.
Eigenaar en uitbater is het staatsbedrijf Rosenergoatom. Vier RBMK kernreactoren zijn in de centrale actief, bouw van laatste twee reactoren is gestopt. Er bestaan plannen voor een moderne drukwaterreactor van type VVER (AES-2006). De centrale gebruikt koelwater van de rivier Sejm en naast de centrale ligt een grote vijver met koelwater.
| Reactorblok | Reactortype     | Vermogen | Begin bouw | Inbedrijfsname |
| ----------- | --------------- | -------- | ---------- | -------------- |
| Koersk - 1  | RBMK            | 925 MW   | 1972       | 1977           |
| Koersk - 2  | RBMK            | 925 MW   | 1973       | 1979           |
| Koersk - 3  | RBMK            | 925 MW   | 1978       | 1984           |
| Koersk - 4  | RBMK            | 925 MW   | 1981       | 1985           |
| Koersk - 5  | RBMK            | 925 MW   | 1985       | -              |
| Koersk - 6  | RBMK            | 925 MW   | 1986       | -              |
| Koersk - II | VVER-1200 V-491 | 1000 MW  |            |                |